# And so this is Xmas
『And so this is Xmas』（アンド ソー ディス イズ クリスマス）は、秦建日子による長編小説。河出書房新社より2016年11月24日に刊行された。東京を舞台とした連続爆弾テロ事件を巡るクライムサスペンス。
刊行にあわせて秦の脚本・演出で舞台化され、劇団「秦組」によりHATAGUMI vol.7公演として同年9月から10月に上演された。
2019年12月3日には『サイレント・トーキョー And so this is Xmas』と改題され、河出文庫より文庫化。また、2020年には『サイレント・トーキョー』のタイトルで実写映画化され、同年12月4日に公開。

## あらすじ
12月22日……。『東京・恵比寿の商業施設に爆弾を仕掛けた。午後12時ちょうどに爆発する』といった内容の脅迫メールがテレビ局に入った。「どうせガセだろう」と、記者の来栖公太と高沢は半信半疑で現場に取材に行く。
現場に着くと、山口アイコという女性がベンチに座っていて、彼女はすぐさま高沢を身代わりにベンチに座らせた。 彼女によると、「ベンチの下に爆弾があり、30キロより軽くなると爆発する」という。
その後、実際に12時に高沢のすぐ後ろのゴミ箱が爆発し、商業施設は大パニックになる。ベンチから動けず、一人取り残される高沢だったが、爆弾処理班が到着し、液体窒素で爆弾を無力化しようと試みるが……。
犯人は、これは『戦争』だとし、後の12月24日の渋谷駅のスクランブル交差点の爆破テロ事件に繋がっていく。

## 登場人物
- 朝比奈仁：テロ事件の容疑者。
- 来栖公太：ニュースドクター契約社員。
- 高沢雅也：来栖の同僚。
- 山口アイコ：通りががりの女性。
- 世田志乃夫：渋谷署刑事。
- 泉大輝：渋谷署新人刑事。
- 須永基樹：不可解な行動をとる孤独なIT企業家。
- 高梨真奈美：興味本位で犯行予告現場に来てしまう会社員。
- 印南綾乃：真奈美の同僚。同じく犯行予告現場に赴く。

## 書誌情報
- And so this is Xmas（2016年11月24日、河出書房新社、ISBN 978-4-309-02513-1）
- サイレント・トーキョー And so this is Xmas（2019年12月3日、河出文庫、ISBN 978-4-309-41721-9）

## 舞台
劇団「秦組」により、HATAGUMI vol.7公演としてシアターグリーンBOX in BOX THEATERにて2016年9月24日から10月23日に全25公演にて上演された。併演は秦組vol.8公演『月の子供 the Musical』。

### キャスト（舞台）
- 辻本祐樹
- 新垣里沙
- 築山万有美
- 藤原習作
- 段文凝（Wキャスト）
- 松下修
- 平山佳延
- 神木優
- 塩出純子
- 苅羽悠
- 梨木まい（Wキャスト）
- 山田愛奈（Wキャスト）
- 森由月（Wキャスト）
- 芹那

### スタッフ（舞台）
- 脚本・演出 - 秦建日子
- 音楽 - 立石一海
- 音響 - TAISHI
- 照明プラン - 島田昌明（銀河プロジェクト）
- 照明当日オペ - 西重明博
- 演出助手 - 矢本翼子、森由月
- 美術 - 青木拓也
- 舞台監督 - 川名浩介（Ask）
- 振付 - 平山佳延
- 衣裳 - 椎木三奈（Ask）
- ヘアメーク - コウゴトモヨ
- 票券 - 倉重千登世（オンステージ・ミキ）
- 現場制作 - 古河聰（Ask）
- 製作 - 秦組

## 映画
『サイレント・トーキョー』のタイトルで、2020年12月4日に公開。監督は波多野貴文、主演は佐藤浩市。

### キャスト（映画）
- 朝比奈仁：佐藤浩市
- 山口アイコ：石田ゆり子
- 世田志乃夫：西島秀俊
- 須永基樹：中村倫也
- 高梨真奈美：広瀬アリス
- 来栖公太：井之脇海
- 泉大輝：勝地涼
- 里中：毎熊克哉
- 印南綾乃：加弥乃[7]
- 里中の妻：白石聖
- 朝比奈仁 青年期：庄野崎謙
- 自衛隊員の子：川口和空
- 高沢雅也：金井勇太[7]
- 鈴木学：大場泰正[7]
- 探偵・田中：野間口徹[7]
- 西川可奈子
- 須永尚江の再婚相手：おかやまはじめ
- 須永尚江：財前直見[7]
- 磯山毅：鶴見辰吾[8][7]

### スタッフ（映画）
- 原作：秦建日子『サイレント・トーキョー And so this is Xmas』（河出文庫刊）
- 監督：波多野貴文
- 脚本：山浦雅大
- 音楽：大間々昂
- エンディングソング：Awich『Happy X-mas (War Is Over)』（ユニバーサル ミュージック）[9]
- 企画：阿比留一彦、紀伊宗之
- エグゼクティブプロデューサー：石黒研三、安藤親広
- プロデューサー：在原遥子、川田亮、長谷川晴彦、小柳智則
- 音楽プロデューサー：津島玄一、水田大介
- 宣伝プロデューサー：田口和也
- 撮影：山田康介
- 照明：渡部嘉
- 録音：植村貴弘
- 美術：黒瀧きみえ
- 装飾：石田満美
- 編集：穗垣順之助
- VFXプロデューサー：赤羽智史
- 衣装：加藤優香利
- スタイリスト：藤井享子
- ヘアメイク：酒井啓介
- スクリプター：目黒亜希子
- 選曲：藤村義孝
- 音響効果：大河原将
- スタントコーディネーター：富田稔
- スケジュール：湯浅真
- 助監督：伊野部陽平
- 制作担当：蓮見宗一郎
- 医療取材協力：大友康裕
- 自衛隊監修：越康広
- 対爆スーツ作製：EDGE中隊長
- 画面制作：北郷弘行
- クメール語指導：Navy
- 特別協力：東京タワー
- 配給：東映
- 制作プロダクション：ROBOT
- 製作幹事：電通、東映
- 製作：Silent Tokyo Film Partners（電通、東映、ROBOT、ユニバーサル ミュージック、TCエンタテインメント、アスミック・エース、河出書房新社、朝日放送テレビ、朝日新聞社、メ〜テレ、ポニーキャニオン、ねこじゃらし、東京スポーツ新聞社、広島ホームテレビ）